# Le Grand Méchant Renard
Le Grand Méchant Renard est un album de bande dessinée en couleurs de Benjamin Renner publié aux éditions Delcourt dans la collection « Shampooing » en 2015.

## Résumé
Le Grand Méchant Renard raconte les mésaventures d'un renard trop peureux et trop chétif pour faire peur aux poules. Il est tellement inadapté à son rôle de prédateur qu'il se fait régulièrement martyriser par les poules. Sur les conseils du loup, son mentor et coach en cruauté, il va voler des œufs dans le poulailler, espérant avoir prochainement des poussins bien dodus à manger. Malheureusement, il finit par s'attacher aux poussins qui, quant à eux, se prennent rapidement pour des renards...

## Publication
- Delcourt collection Shampooing   (ISBN 978-2-7560-5124-6)
- Delcourt collection Shampooing   (ISBN 978-2-7560-7739-0) édition limitée spéciale Noël 2015 avec un récit inédit de 58 pages : il faut sauver Noël.

## Distinctions
- Fauve d'Angoulême 2016 Prix jeunesse[2].
- Prix du festival de BD de Tours 2015 : Prix Tour d'ivoire
- Grand prix 2015 des lecteurs du Journal de Mickey
- Prix de la BD Fnac 2016[3].
- prix du festival Du vent dans les BD en 2016, catégorie jeunesse[4].

## Adaptations
Benjamin Renner a réalisé une version animée dans l'une des trois histoires du film Le Grand Méchant Renard et autres contes..., sorti en 2017.
La compagnie de théâtre Jeux de Vilains (Loiret) a créé un spectacle de marionnettes pour le jeune public : « Le Grand Méchant Renard », adapté de la bande-dessinée de Benjamin Renner en décembre 2017.